# ساينت أنه دي ماداواسكا (نيو برونزويك)
ساينت أنه دي ماداواسكا (بالإنجليزية: Sainte-Anne-de-Madawaska, New Brunswick)‏ هي قرية تقع في كندا في Madawaska County. يقدر عدد سكانها بـ 1,007 نسمة ومساحتها 9.21 كم2 .